# Nonna stiamo arrivando
Nonna stiamo arrivando (To Grandmother's House We Go) è un film per la televisione statunitense del 1992 diretto da Jeff Franklin.